# Reanimate: The Covers EP
ReAniMate: The CoVeRs eP è il primo EP di cover del gruppo hard rock statunitense Halestorm.

## Tracce
1. Slave to the Grind (Skid Row) – 3:31
2. Bad Romance (Lady Gaga) – 4:08
3. Hunger Strike (Temple of the Dog) – 3:54
4. Out Ta Get Me (Guns N' Roses) – 4:14
5. All I Wanna Do Is Make Love to You (Heart) – 5:02
6. I Want You (She's So Heavy) (The Beatles) – 6:49

## Formazione
- Lzzy Hale - voce, chitarra
- Arejay Hale - batteria, cori
- Joe Hottinger - chitarra, cori
- Josh Smith - basso, cori